# Ботанический сад

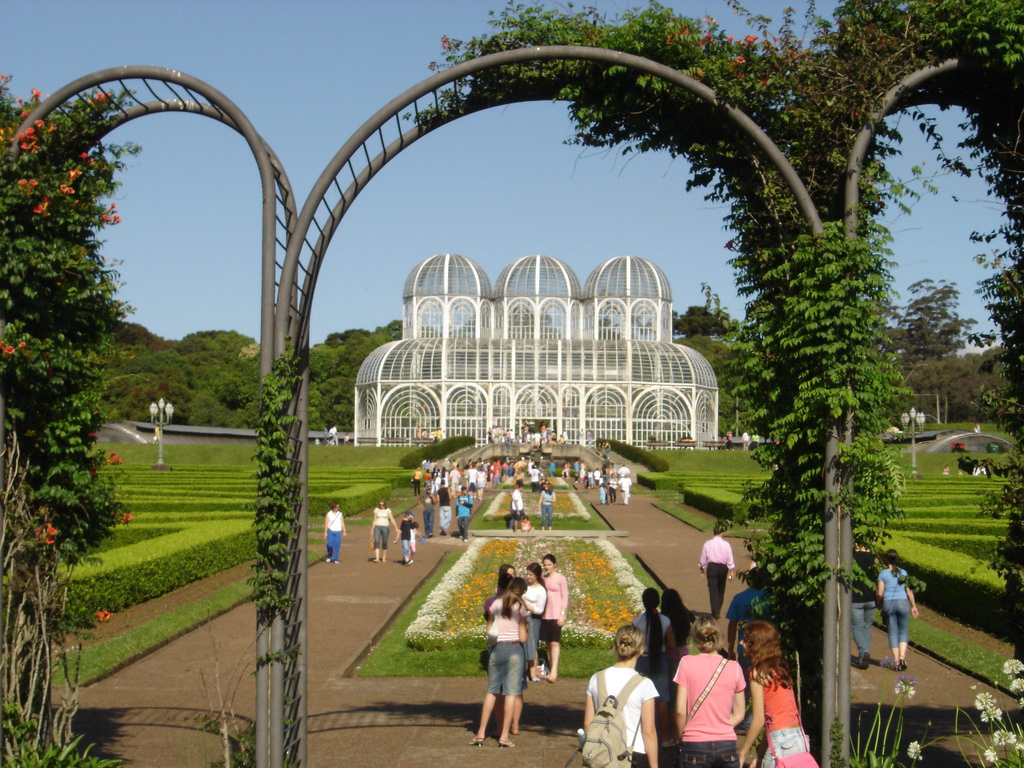
Ботанический сад Куритибы, Бразилия

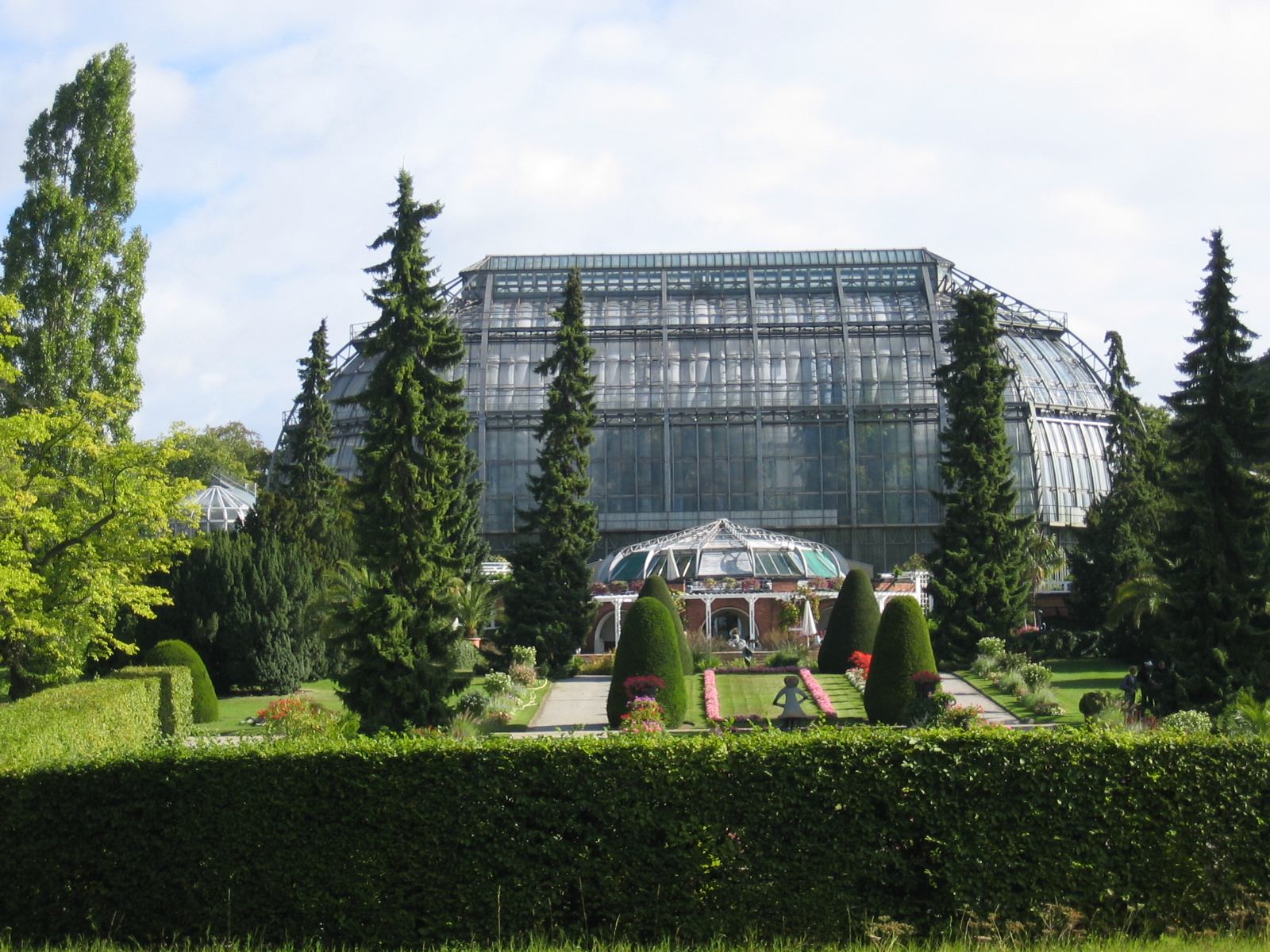
Оранжерея Берлинского ботанического сада

Ботани́ческий сад — территория, на которой с научно-исследовательской, просветительной и учебной целью культивируются, изучаются и демонстрируются коллекции живых растений из разных частей света и различных климатических зон, которые не растут в самой стране.

## Описание
Международный совет ботанических садов даёт определение ботанического сада как организации, имеющей документированные коллекции живых растений и использующей их для научных исследований, сохранения биоразнообразия, демонстрации и образовательных целей.
«ГОСТ 28329-89. Озеленение городов. Термины и определения» определяет, что ботанический сад — это «озеленённая территория специального назначения, на которой размещается коллекция древесных, кустарниковых и травянистых растений для научно-исследовательских и просветительных целей».
Таким образом, разные определения термина «ботанический сад» подразумевают, что это либо «территория», либо «организация».
Современный ботанический сад — это городская особо охраняемая природная озеленённая территория, на основе ресурсов которой управляющая организация создаёт ландшафтные сады и содержит документированные коллекции живых растений и/или законсервированные образцы растений, содержащие функциональные единицы наследственности, представляющие фактическую или потенциальную ценность для целей научных исследований, образования, публичных демонстраций, сохранения биоразнообразия, устойчивого развития, туризма и рекреационной деятельности, производства услуг и товарной продукции на основе растений для улучшения благосостояния людей.
Как правило, при ботанических садах действуют вспомогательные подразделения или учреждения — оранжереи, гербарии, библиотеки ботанической литературы, питомники, экскурсионно-просветительские отделы, зооботанические сады или зоосады.
Ботанические сады, в которых изучаются, в основном, деревья, называются дендропарками, или арборетумами; кустарники — фрутицетумами; лианы — витицетумами. Некоторые ботанические сады носят очень узкий научный характер и закрыты для посещения публики.
Наблюдается общемировая тенденция усиления экологических, природоохранных и социально значимых функций ботанических садов на урбанизированных территориях. В связи с этим, например, Американская ассоциация ботанических садов и арборетумов (дендрариев) недавно изменила своё название на новое — Американская ассоциация публичных парков и арборетумов (дендрариев), а некоторые африканские ботанические сады переименовываются в «экологические центры».

## Исторический обзор

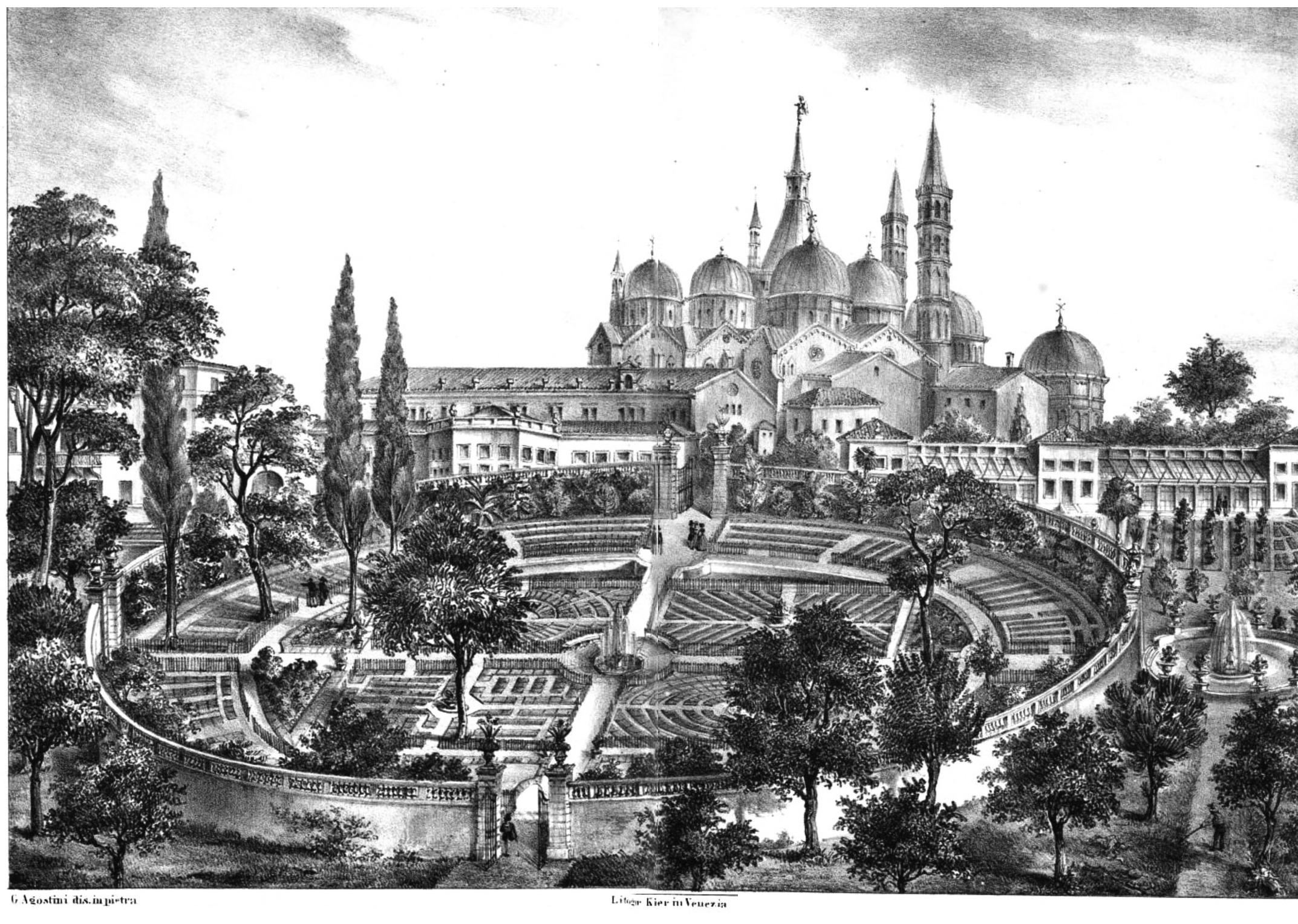
Ботанический сад в Падуе на старинной гравюре

Аналоги ботанических садов существовали с древности (после расшифровки глиняных табличек было установлено, что специальные огороды для выращивания редких лекарственных растений существовали ещё в Ассирии и Вавилоне), в арабских странах подобные сады назывались агведалями.
Первый современный ботанический сад был заложен в начале XIV века Маттео Сильватико (лат. Matthaeus Silvaticus) при медицинской школе в Салерно.
В Западной Европе начало ботаническим садам положили монастырские или аптекарские сады, которые в России назывались «монастырскими» или «аптекарскими огородами».
В 1333 году устроен медицинский и ботанический сад в Венеции.
С этого времени богатые итальянские города соперничают между собой в устройстве ботанических садов.
Наибольшей известностью в XVI и XVII веках пользовались ботанические сады в Ферраре, Падуе (основан в 1545 году, памятник Всемирного наследия, см.: Ботанический сад Падуи), Пизе (основан в 1543 году Лукой Гини), Болонье, Неаполе и Флоренции.
Во Франции первый ботанический сад основан в Монпелье в 1593 году. В Париже в 1624 году лейб-медик Ги де Бро преобразовал устроенный в 1598 году дворцовый сад в ботанический, под названием Королевский сад медицинских растений.
В Нидерландах в 1577 году основан академический ботанический сад в Лейдене, позже в Амстердаме (с 1646 года — один из богатейших в Европе). Новую эпоху в истории ботанических садов в XVIII веке открыл ботанический сад лорда Клиффорда в Гартекампе около Хемстеде, под управлением Карла Линнея.
В Англии в XVII веке был основан королевой Елизаветой сад в Кью; позже устроены сады в Челси, Элтэме, в 1621 году — университетский ботанический сад в Оксфорде. В Шотландии Королевский ботанический сад также берет свое начало в аптекарском саду Эдинбурга с 1670г.. Английские ботанические сады и их коллекции растений считаются одними из богатейших в мире.
В Германии в 1490 году основан ботанический сад при Кёльнском университете (первый университетский ботанический сад в мире), в 1580 году в Лейпциге, в 1587 году в Бреславле, в 1597 году в Хайдельберге. В конце XIX века ботанический сад имелся при каждом германском университете.

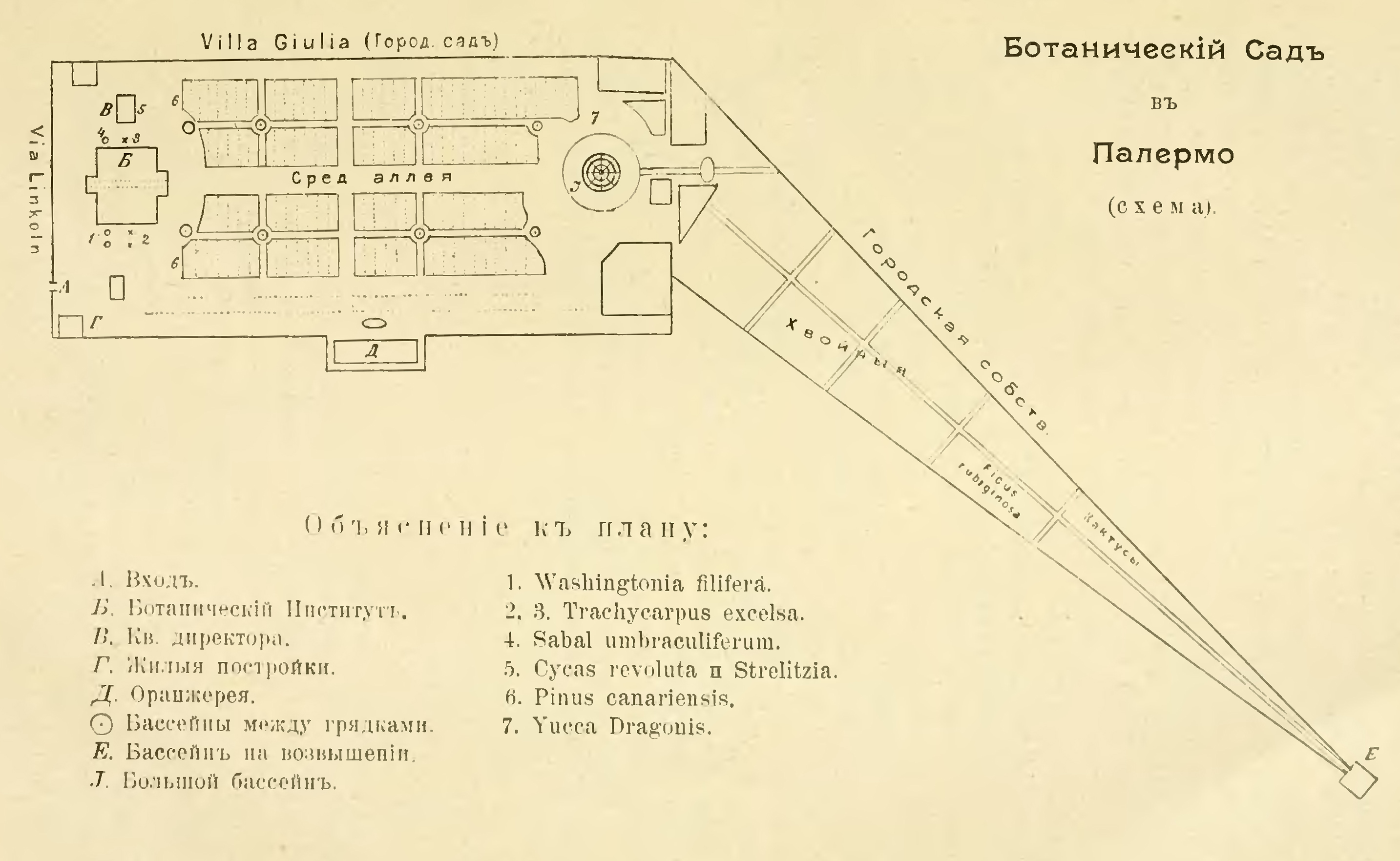
Ботанический сад Палермо. План, созданный главным ботаником Императорского ботанического сада В. И. Липским в 1903 году

В 1598 году основан ботанический сад в Мадриде (Испания).
Кроме упомянутых, славились ботанические сады: в Германии — в Берлине, Галле, Мюнхене, Штутгарте, Бельведерский около Веймара, в Дике около Дюссельдорфа, в Австрии — Шёнбруннский в Вене, в Швеции — Уппсальский (основан в 1657 году) и Лундский, в Италии — Палермский (основан в 1779 году).
Из внеевропейских ботанических садов следует отметить:
- в Азии — в Калькутте и Ченнае (Индия); на Шри-Ланке; на Яве в Богоре; в Гуанчжоу;
- в Африке — в Кейптауне (основан в 1848 году); на Маврикии; на Канарских островах;
- в Северной Америке — в Нью-Йорке, Филадельфии, Кембридже (штат Массачусетс, США);
- в Центральной и Южной Америке — в Мехико; Рио-де-Жанейро; Кайенне; на Ямайке (Кингстон);
- в Австралии — в Сиднее, Мельбурне и Аделаиде.

### В России

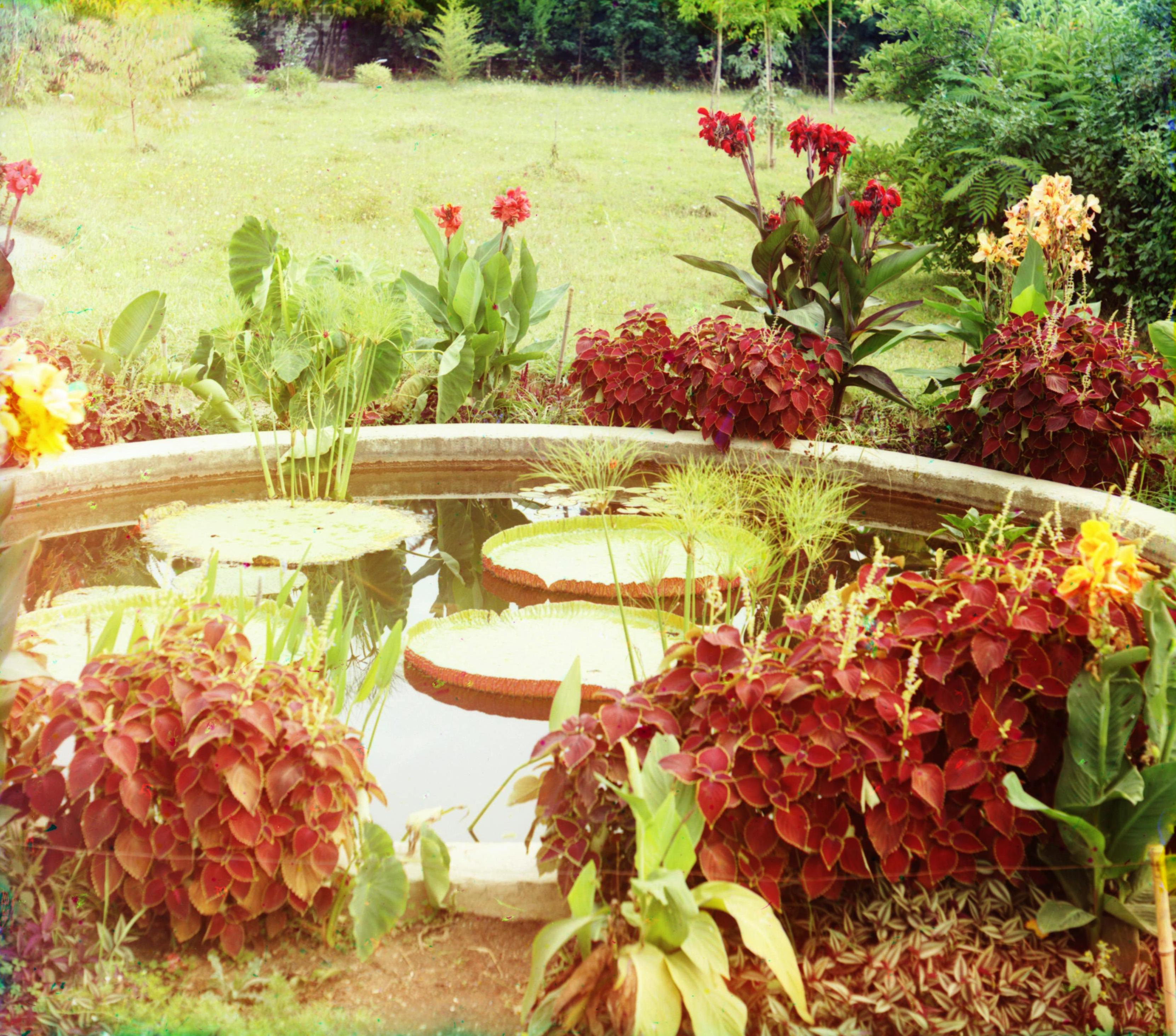
Victoria Regia. Первый раз в Европе выведена на воздухе. Посажена в июне 1912 г. Ботанич. сад в Сухуме. Фото: С. М. Прокудин-Горский

В России первый ботанический сад — это «Аптекарский огород», старейший ботанический сад России, основанный Петром I в Москве в 1706 году. В 1709 году Петром I аптекарский огород был основан в Лубнах, а в 1714 году — в Санкт-Петербурге под названием Аптекарского сада.
В первой четверти XVIII века были устроены ботанические сады в Москве (графом А. К. Разумовским), Дерпте и Вильне.
К концу XIX века ботанические сады существовали во всех университетских городах России. Из университетских ботанических садов самый старый — московский, основанный в 1804 году, затем дерптский — в 1806 году, принадлежавший к наиболее выдающимся достопримечательностям города, кременецкий, руководимый В. Бессером — в 1807 году, харьковский — в 1809 году, заложенный В. Н. Каразиным. Много разнообразных видов содержали также киевский и варшавский ботанические сады.
В Петербурге, кроме Императорского ботанического сада, имелся ещё ботанический сад при Лесном институте и ботанический сад при Санкт-Петербургском университете, основанный в 1868 году.
Известны были Императорский Никитский ботанический сад около Ялты, основанный в 1812 году Х. Х. Стевеном, Уманский Царицын ботанический сад, сады при школах садоводства и ботанический сад в Тифлисе, служивший центральной ботанической и акклиматизационной станцией для всего Кавказа и Закавказья.
Крупнейшие ботанические сады мира объединены в Международный совет ботанических садов (BGCI).

## Ботанические сады России
- Ботанический сад МГУ «Аптекарский огород» — старейший ботанический сад России. Основан Петром Первым в Москве в 1706 году, в 1805 году преобразован в Ботанический сад Московского университета[6][7].
- Ботанический сад ТвГУ — самый северный ботанический сад с экспозицией степных растений, единственный в своём роде в Верхневолжье. Расположен в Заволжском районе Твери. Объект историко-культурного и природного наследия — памятник археологии. Основан в 1879 году.
- Ботанический сад Ботанического института им. В. Л. Комарова РАН в Санкт-Петербурге — один из старейших ботанических садов России. Вырос из основанного в 1714 году Аптекарского огорода на Аптекарском острове.
- Полярно-альпийский ботанический сад-институт (ПАБСИ) Кольского научного центра РАН (Кировск) — самый северный ботанический сад в стране (67°38' с. ш.) и один из трёх ботанических садов мира, расположенных за Полярным кругом[8].
- Ботанический сад Петрозаводского государственного университета (БС ПетрГУ) Петрозаводск) — основан в 1951 году на северном побережье Петрозаводской губы Онежского озера среди хвойных лесов, раскинувшихся на южных склонах реликтового вулкана. Находясь на северных границах естественного распространения ряда видов древесных растений, он является интродукционной ступенью между Санкт-Петербургскими и Полярно-альпийским ботаническими садами[9].
- Главный ботанический сад имени Н. В. Цицина РАН (Москва) — крупнейший ботанический сад-институт России.
- Бирюлёвский дендрарий — второй по количеству редких пород деревьев и кустарников ботанический сад Москвы.
- Ботанический сад Пермского университета — старейший ботанический сад Урала, обладающий одной из самых крупных коллекций растений открытого и закрытого грунта. Основан в 1922 году А. Г. Генкелем.
- Сибирский ботанический сад — первый ботанический сад за Уралом, основан в 1885 году в Томске.
- Ботанический сад Иркутского государственного университета (БС ИГУ) — единственный в Байкальской Сибири (около озера Байкал).
- Ботанический сад СПбГУ — основан в XIX веке по инициативе А. Н. Бекетова.
- Сочинский дендрарий — основан в 1892 году.
- Пензенский ботанический сад имени И. И. Спрыгина — основан в 1917 году.
- Ботанический сад СамГУ — основан 1 августа 1932 года.
- Южно-Сибирский ботанический сад (Алтайский государственный университет, Барнаул[10]) — изучает флору Алтайской горной страны.
- Ботанический сад Сыктывкарского государственного университета[11] (61°41' с. ш.) — создан в 1974 году, занимает площадь 32 га, в 2007 году на территории сада в открытом грунте произрастали растения 395 видов 226 родов 78 семейств пятнадцати регионов земного шара.
- Ботанический сад УрО РАН (Екатеринбург) — ботанический сад-институт Уральского отделения Российской академии наук[12].
- Ростовский ботанический сад (Ростов-на-Дону) — ботанический сад-институт Южного федерального университета[13].
- Переславский дендрологический сад.
- Центральный сибирский ботанический сад СО РАН (Новосибирск) — крупнейший ботанический сад-институт в Сибири.
- Ботанический сад-институт ДВО РАН (Владивосток) — крупнейший ботанический сад-институт на Дальнем Востоке России с филиалами на острове Сахалин и в городе Благовещенске.
- Горно-Алтайский ботанический сад СО РАН (Шебалинский район Республики Алтай).
- Ботанический сад Кубанского государственного университета (Краснодар).
- Ботанический сад имени Косенко (дендрарий) Кубанского государственного аграрного университета (Краснодар).
- Ботанический сад БФУ имени И. Канта.
- Ботанический сад ОмГАУ имени Н. А. Плотникова (Омск).[14]
- Ботанический сад имени В. В. Скрипчинского (Ставрополь).
- Ботанический сад имени Б. А. Келлера (Воронеж).
- Ботанический сад имени Б. М. Козо-Полянского[15] (Воронеж).
- Ботанический сад Нижегородского государственного университета им. Н. И. Лобачевского (Нижний Новгород) основан в 1934 году С. С. Станковым.
- Ботанический сад Белгородского государственного университета (Белгород).
- Ботанический сад-институт УНЦ РАН в Уфе (основан в 1932 году).
- Никитский ботанический сад — национальный научный центр.
- Вологодский ботанический сад «Botanika» — открыт в мае 2016 года[16], площадь оранжереи 3500 м2, дендрозона 1600 м2. На данный момент в саду насчитывается более 300 видов растений, 15 видов тропических животных и 10 видов бабочек.[17]
- Ботанический сад Новокузнецкого института (филиала) Кемеровского государственного университета — открыт весной 2015 года[18]
- Учебный Ботанический сад им. В. Н. Ржавитина Мордовского государственного университета им. Н. П. Огарёва — основан в 1960 году[19].

## Ботанические сады мира
Среди многочисленных ботанических садов мира можно отметить следующие:
- Алматинский ботанический сад
- Алтайский ботанический сад
- Батумский ботанический сад
- Ботанический сад Любляны
- Бухарестский ботанический сад
- Главный ботанический сад имени Н. В. Цицина РАН
- Центральный ботанический сад Национальной академии наук Беларуси
- Сухумский ботанический сад
- Королевские ботанические сады Кью (Англия)
- Королевский ботанический сад в Онтарио (Канада)
- Королевский ботанический сад в Эдинбурге (Шотландия)
- Королевский ботанический сад в Мельбурне (Австралия)
- Королевский ботанический сад в Сиднее (Австралия)
- Королевский ботанический сад в Порт-оф-Спейне (Тринидад)
- Кирстенбошский национальный ботанический сад (ЮАР)
- Национальный ботанический сад им. Н. Н. Гришко НАН Украины
- Пражский ботанический сад
- Проект «Эдем», Корнуолл, Великобритания
- Ботанический сад Ягеллонского университета на улице Коперника в Кракове
- Ботанический сад Вильнюсского университета в Кайренай
- Ботанический сад Палермо

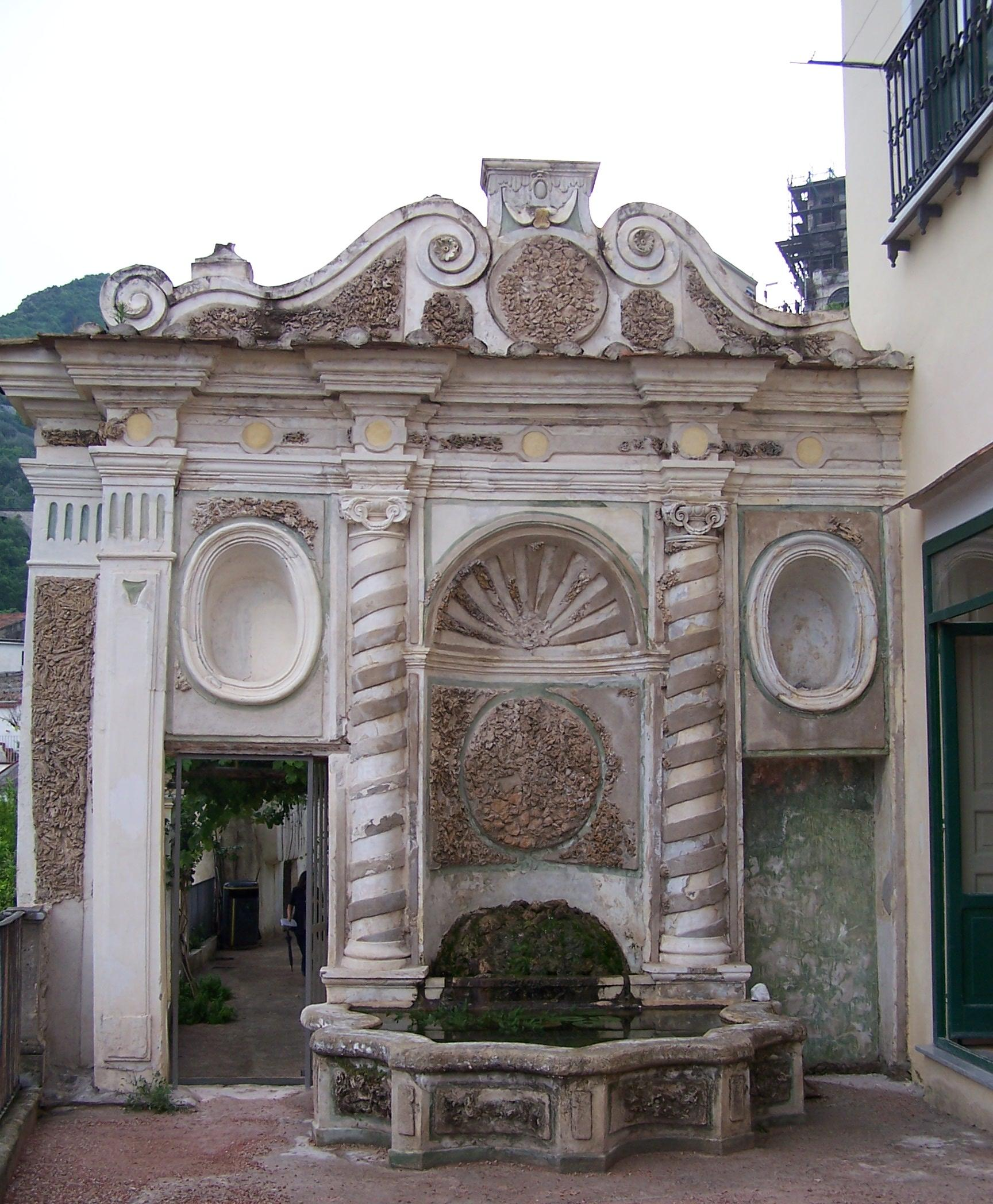
Уголок первого ботанического сада Giardino della Minerva в Салерно
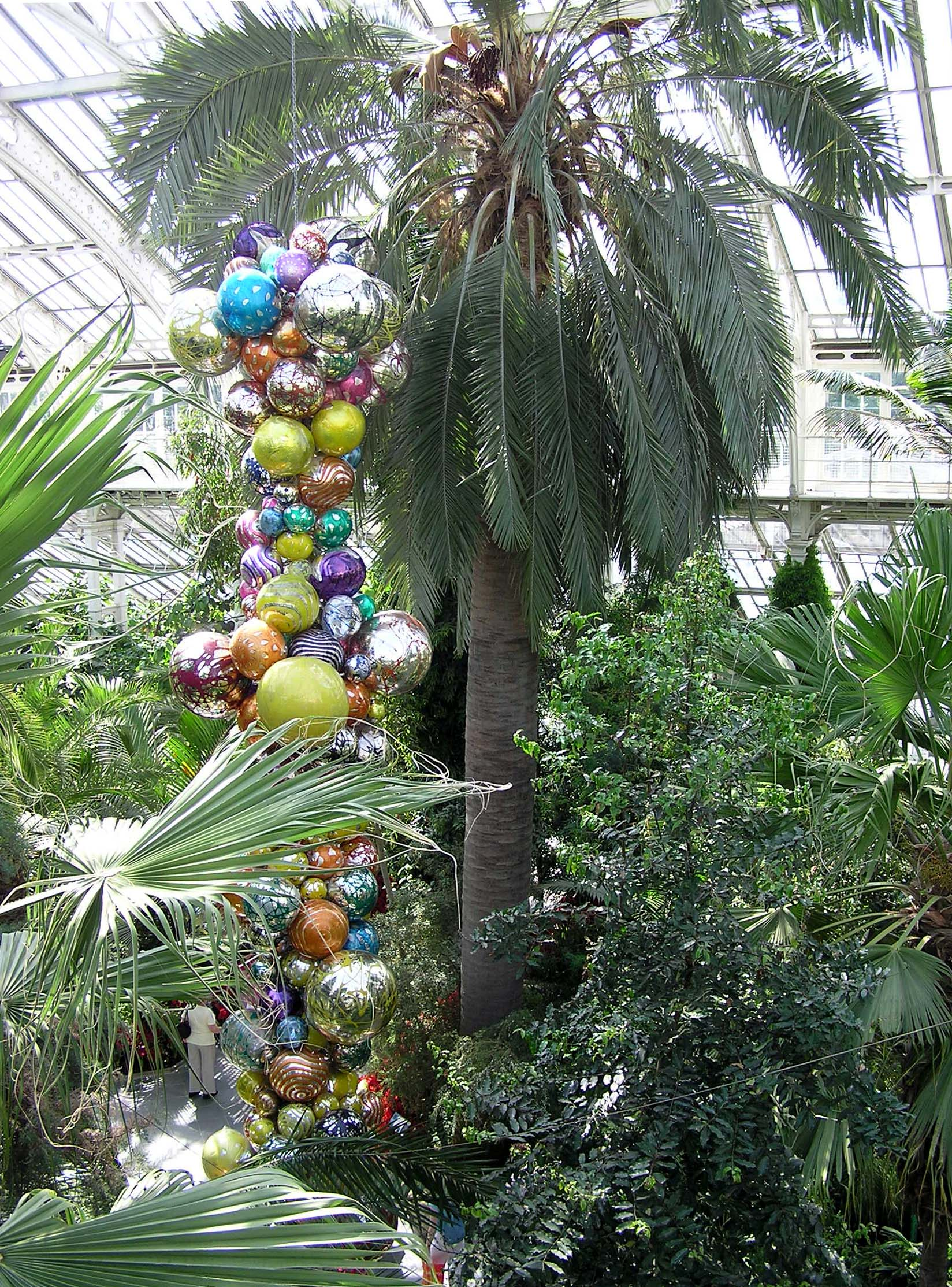
Jubaea chilensis в оранжерее сада в Кью
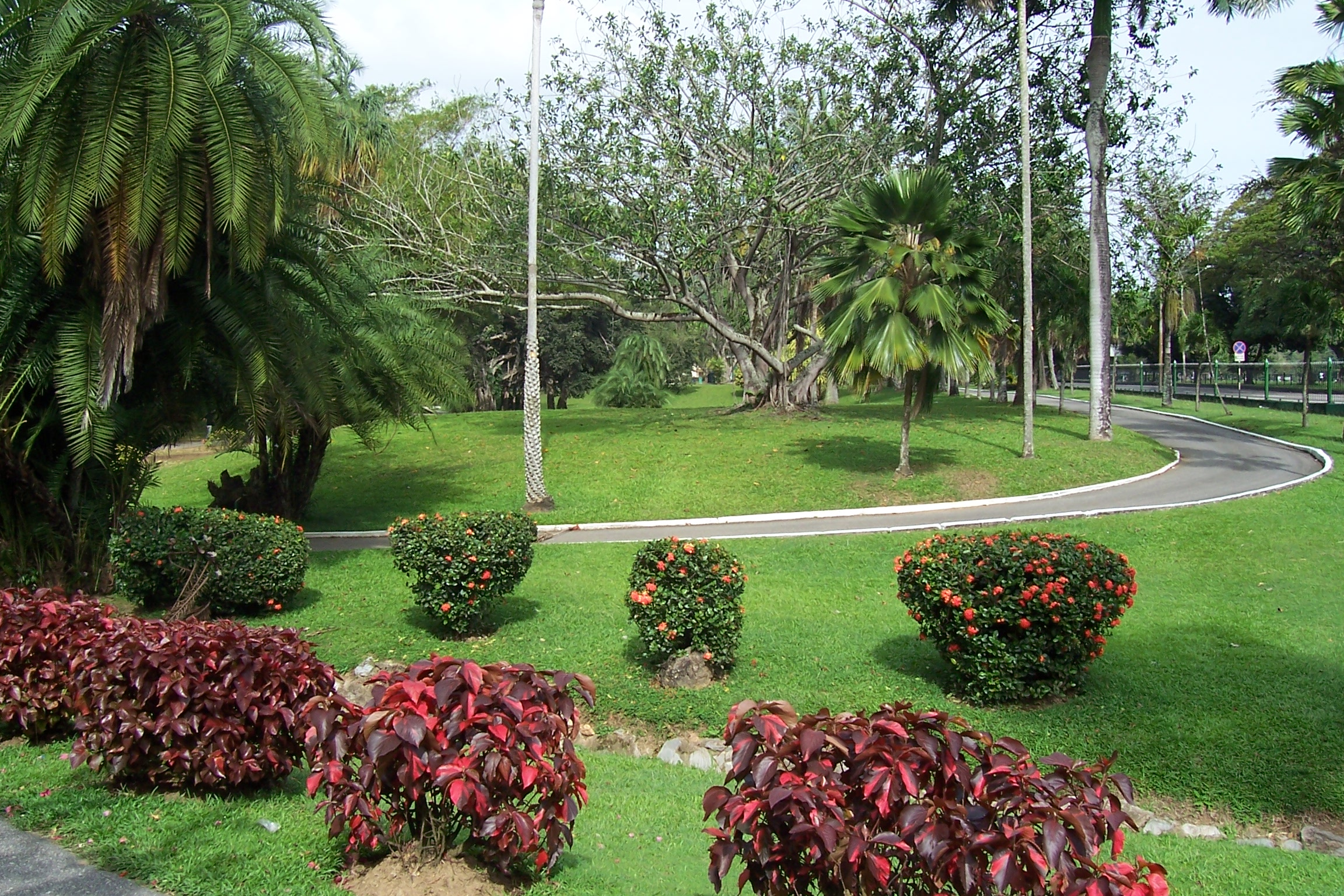
Ботанический сад в Порт-оф-Спейне